# 時間の単位

1秒からグレゴリオ暦の1年（400年平均値）への時間の単位の視覚化

時間の単位（じかんのたんい）は、時間の長さを計測するための単位である。

## 概要
国際単位系（SI）における時間の単位は秒（second）であり、セシウム原子の放射周期の約90億倍と定義されている。秒は西洋で使われてきた時間の単位の延長線上にあるものである。

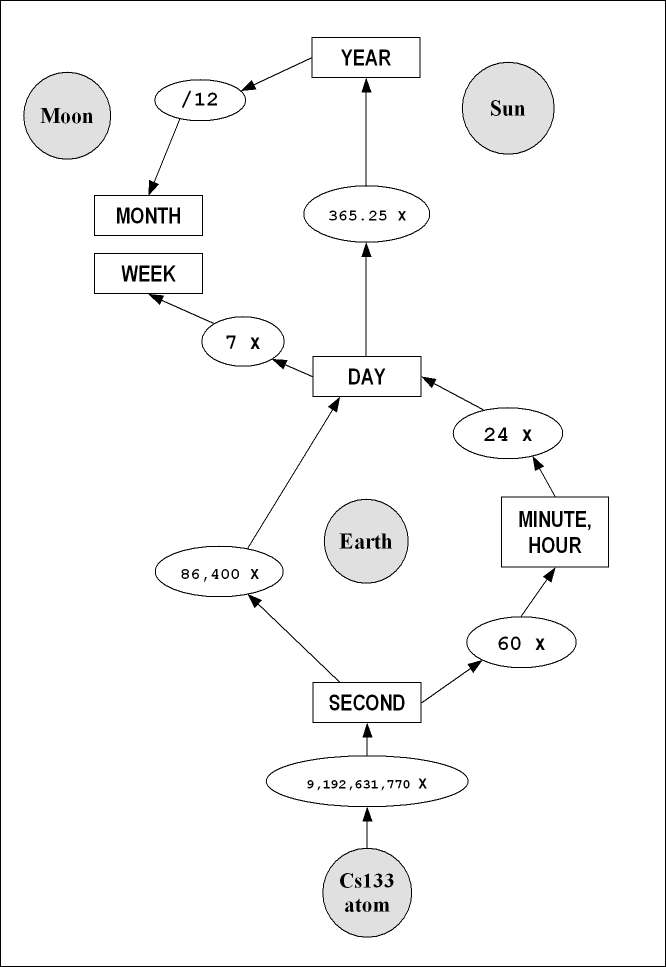
主な時間の単位の関係

歴史的には、時間の単位は天体の動きを元に定義されてきた。
- 太陽 : 「年」は、地球が太陽の周りを回る周期（公転周期）が元になっている[注釈 1]。年を基準にした単位には、オリンピアード（4年）、五年紀（英語版）（5年）、十年紀（10年）、インディクティオ（15年）、世紀（100年）、ミレニアム（1000年）などがある。
- 月 : 時間の単位としての「月」は、月が地球の周りを回る周期が元になっている[注釈 2]。
- 地球 : 日は、地球の自転周期が元になっている。日を基準にした単位には、週（7日）、旬（10日）、フォートナイト（14日）などがある。また、日時計で太陽の動きを観測することにより、1日の中での時間もわかる。このようにしてできた単位には時間（1日の24分の1）、分（1時間の60分の1）、秒（1分の60分の1）、時辰（1日の12分の1）、刻（1日の100分の1など）などがある。
- 恒星（天球） : 恒星時は春分点の見かけの日周運動よって計られる時間である。歴史的には天球の回転周期で定義されていた。

地球の公転周期・月の公転周期・地球の自転周期の間には関係はなく、一貫した単位として使用するためには閏を置く必要がある。例えば、月の公転周期は日の整数倍ではないので、1月の長さを月によって変える必要がある。地球の公転周期も月の公転周期や地球の自転周期の整数倍ではないため、閏月や閏日が必要になる。また、日の長さに変動があることから閏秒が必要となっている。このような調整の結果、時間の単位は他の単位の整数倍となっている。
1秒より短い時間のために、ミリ秒・マイクロ秒・ナノ秒などのSI接頭語を用いた単位が定められている。
光年は時間の単位ではなく長さの単位である。

## 歴史的な単位
自然に存在する時間の単位は日（および日の出・日の入り）・朔望月・太陽年であり、古代の文化ではこれらを用いて時間の単位および暦が作られた。そのような暦にはバビロニア暦・エジプト暦・中国暦（和暦）・アッティカ暦・ヒンドゥー暦・ヒジュラ暦・マヤ暦などがある。
現代において世界中で用いられている暦の元となったのはローマ暦であり、ユリウス暦を経て現行のグレゴリオ暦となった。

対数スケールで表した時間の単位

## 一覧
| 単位               | 長さ                         | 備考 |
| ------------------ | ---------------------------- | --- |
| プランク時間       | ≃5.39×10−44 s                | プランク長を光が通過するのにかかる時間。物理現象の最小時間単位であり、物理的に何らかの意味のあるものとして計測することのできる最小の時間である。 |
| ヨクト秒(ys)       | 1×10−24 s                    | |
| ジフィ（物理学）   | 3×10−24 s                    | 真空中の1フェムトメートル（核子のおよその大きさ）の距離を光が通過するのにかかる時間。                                                            |
| ゼプト秒(zs)       | 1×10−21 s                    | NISTのストロンチウム原子時計の時間測定スケール                                                                                                   |
| アト秒(as)         | 1×10−18 s                    | |
| フェムト秒(fs)     | 1×10−15 s                    | 最も速いレーザーのパルス間隔 |
| スベドベリ         | 1×10−13 s                    | 沈降係数の単位。沈降係数は沈降速度と遠心加速度との比であり、時間の次元を持つ。                                                                   |
| ピコ秒(ps)         | 1×10−12 s                    | |
| ナノ秒(ns)         | 1×10−9 s                     | 分子が蛍光を発する時間 |
| シェイク           | 1×10−8 s                     | 10ナノ秒。原子核物理学において核分裂に関する事象の時間計測に用いられる。                                                                         |
| マイクロ秒(µs)     | 1×10−6 s                     | |
| ミリ秒(ms)         | 1×10−3 s                     | 0.001 秒。1000分の1秒。ストップウォッチで計測できる最短の時間。                                                                                  |
| TU(Time Unit)      | 1.024×10−3 s                 | 1024マイクロ秒。電子工学で用いられる。 |
| ジフィ（電気工学） | 1/60 s - 1/50 s              | 商用交流電源の1周期。 |
| 秒(s)              | 1 s                          | SI基本単位 |
| 分                 | 60 s                         | |
| モーメント         | ≃90 s                        | 1時間の40分の1。中世の天文学で天体の動きを計算する際に用いられた。                                                                               |
| 刻                 | 864 s, 900 s                 | 元は1日の100分の1（14分24秒）。後にちょうど15分（1日の96分の1）に改められた。                                                                    |
| キロ秒(ks)         | 1×103 s                      | 16分40秒 |
| 時間               | 3.600×103 s                  | 60分 |
| 日                 | 86.400×103 s                 | 24時間 |
| 週                 | 604.800×103 s                | 7日 |
| 旬                 | 864.00×103 s                 | 10日 |
| メガ秒(Ms)         | 1×106 s                      | 約11.6日 |
| フォートナイト     | 1.209600×106 s               | 2週間（14日） |
| 朔望月             | ≃2.55144227×106 s            | 29.27 - 29.83日。左記の値は平均朔望月。 |
| 月                 | 2.592×106 s                  | グレゴリオ暦における月は28 - 31日。左記の値は30日。                                                                                              |
| 四半期             | ≃7.776000×106 s              | 3か月。1年の4分の1。 |
| セメスター         | 10.872000×106 s              | 18週間。2学期制の学校の1学期の長さ。 |
| 平年               | 31.536000×106 s              | 365日。52週と1日 |
| 太陽年             | ≃31.556925168×106 s          | 365日5時間48分45.168秒 |
| グレゴリオ年       | 31.556952×106 s              | グレゴリオ暦の1年の平均。(365×303 + 366×97)/400 日 = 365.2425 日 = 365日5時間49分12秒                                                            |
| ユリウス年         | 31.557600×106 s              | ユリウス暦の1年の平均。(365×3 + 366)/4 日 = 365.25 日 = 365日6時間                                                                               |
| 恒星年             | ≃31.558149764928×106 s       | 365日6時間09分09.765 秒 |
| 閏年               | 31.622400×106 s              | 366日。52週と2日 |
| オリンピアード     | 4年                          | |
| 五年紀             | 5年                          | |
| 十年紀             | 10年                         | |
| インディクティオ   | 15年                         | |
| 四半世紀           | 25年                         | |
| ギガ秒(Gs)         | 1×109 s                      | 約31.7年 |
| ヨベルの年         | 50年                         | |
| 世紀               | 100年                        | |
| ミレニアム         | 1000年                       | |
| テラ秒(Ts)         | 1×1012 s                     | 約31700年 |
| 銀河年             | 約2億2500万年から2億5000万年 | 銀河系の公転周期。約2億2500万年から2億5000万年と推定されている。                                                                                 |
| アイオーン(AE)     | 10億年                       | |
| 宇宙年             | -                            | 『宇宙のエンドゲーム』で使われている対数的な尺度。ビッグバンの10n年後を「n番目の宇宙年」と呼ぶ。                                                 |